# تشوانتشو
تشوانتشو أو «مدينة الزيتون» كما سماها العرب مدينة تجارية بمقاطعة فوجيان وميناء هام على ساحل بحر الصين الجنوبي عند مصب نهر جن [الإنجليزية]. مثل مدينة قوانغتشو «صين كلان» ارتبطت أيضاً بالتجارة الخارجية بشكل عام، كما ارتبط ازدهارها بالوجود العربي والإسلامي.
تجتذب عبر التاريخ العرب والمسلمين بتجارتهم وثقافتهم. وهي أحد أكثر مقاطعات الصين التي تعج بالمسلمين وبالمساجد الكبيرة والصغيرة.

## التاريخ
كانت محطة من محطات طريق الحرير البحري الذي ينتهي بمصر، وطريق الحرير البري الذي يعبر شبه جزيرة سيناء وينتهي بهذه المنطقة.

### زيارة ابن بطوطة
عاش ابن بطوطة بها عامين ووصفها في كتابه تحفة النظار في غرائب الأمصار وعجائب الأسفار وسماها مدينة الزيتون:
| تشوانتشو | لما قطعنا البحر، كانت أول مدينة وصلنا إليها مدينة الزيتون، وهذه المدينة ليس بها زيتون ولا بجميع بلاد أهل الصين والهنود، ولكنه اسم أُطلق عليها. وهي مدينة عظيمة كبيرة تُصنع بها ثياب الكمخا والأطلس، وتعرف بالنسبة إليها. ومرساها من أعظم مراسي الدنيا أو هو أعظمها | تشوانتشو |

.
كما ذكر أنها كانت مركز صناعة السفن في الصين آنذاك وأكبر أنواعها الجنوك.

## المساجد

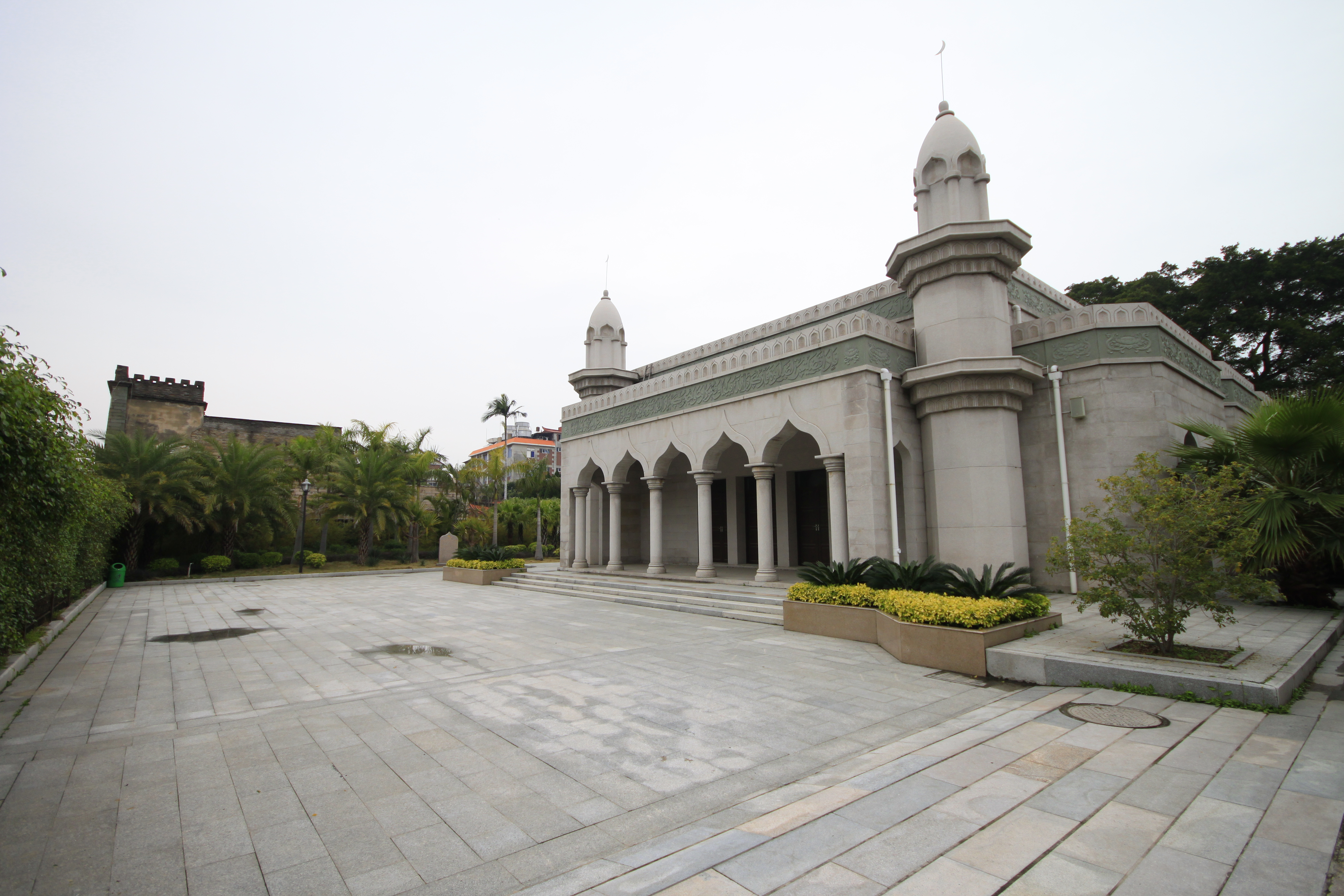
مسجد أنشئ حديثا بمدينة تشوانتشو
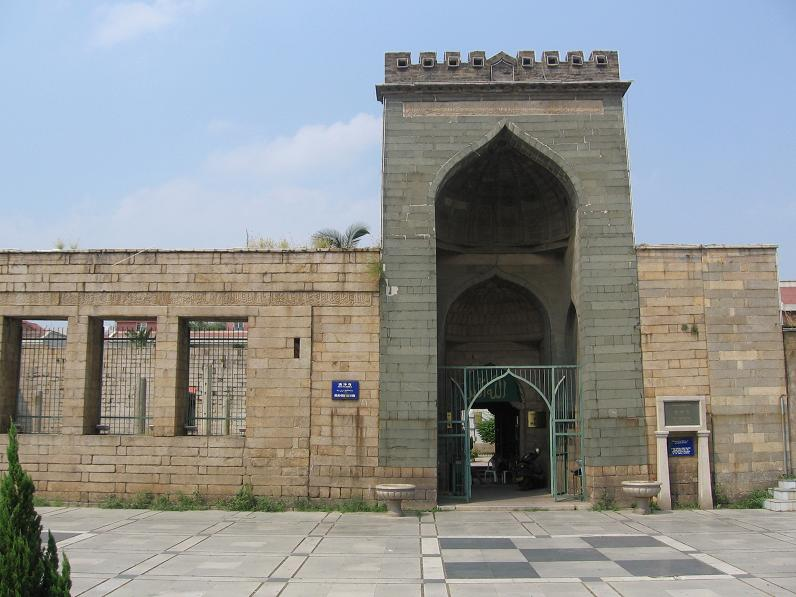
أحد أقدم مساجد الصين يقع بمدينة الزيتون «تشوانتشو»
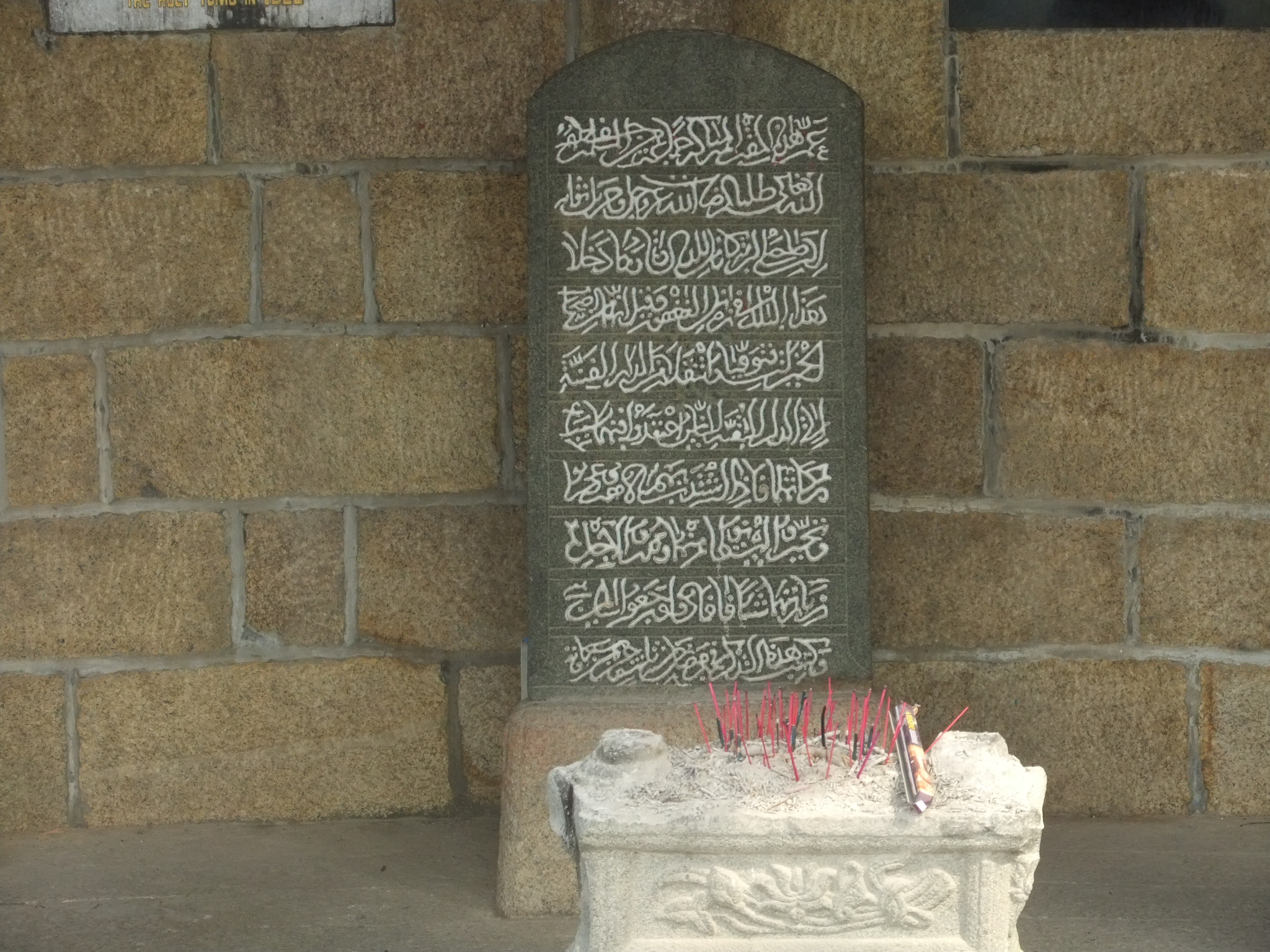
لوحة تذكارية للـ«داعيَين» بالمقبرة الإسلامية نصبت في عهد مملكة يوان
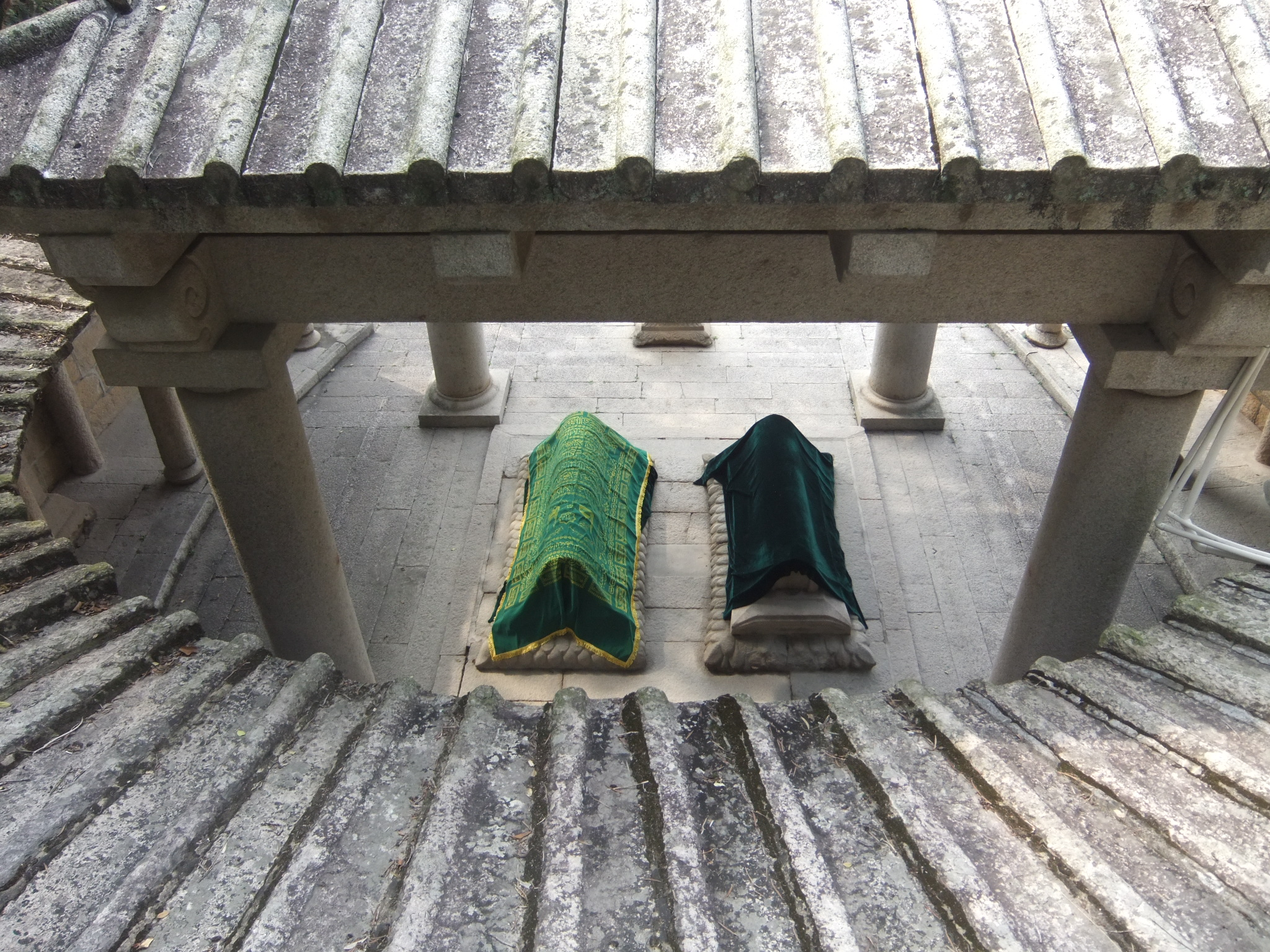
قبر الداعيَين الذان جاء معهم الإسلام لمدينة الزيتون.

## توأمة
لتشوانتشو اتفاقيات توأمة مع كل من:
- سان دييغو
- نويشتات أن در فاينشتراسه (1995 - )

## أعلام
- سو سونغ
- فيليب وونغ